# Aetheolirion
Aetheolirion – rodzaj roślin z rodziny komelinowatych. Jest to takson monotypowy z gatunkiem Aetheolirion stenolobium Forman. Jest to pnącze z długimi torebkami zawierającymi oskrzydlone nasiona. Występuje w Tajlandii.

## Systematyka
Pozycja rodzaju według APweb (aktualizowany system APG III z 2009)
Rodzaj klasyfikowany jest do podplemienia Streptoliriinae, plemienia Tradescantieae z podrodziny Commelinoideae, rodziny komelinowatych (Commelinaceae), która wraz z grupą siostrzaną Hanguanaceae, tworzy klad bazalny w obrębie rzędu komelinowce Commelinales Dumort.